# Paddegat (West-Vlaanderen)
Het Paddegat is een natuurgebied in de tot de West-Vlaamse gemeente Jabbeke behorende plaats Varsenare.
Van dit poldergebied is ongeveer 10 ha in beheer bij het Agentschap Natuur en Bos. Het ligt ingeklemd tussen het Kanaal Brugge-Oostende en de spoorlijn Brugge-Oostende. Het gebied wordt veel bezocht door watervogels zoals steltlopers, eenden en reigers. Broedvogels zijn Cetti's zanger, blauwborst, rietzanger en ijsvogel.